# Larne

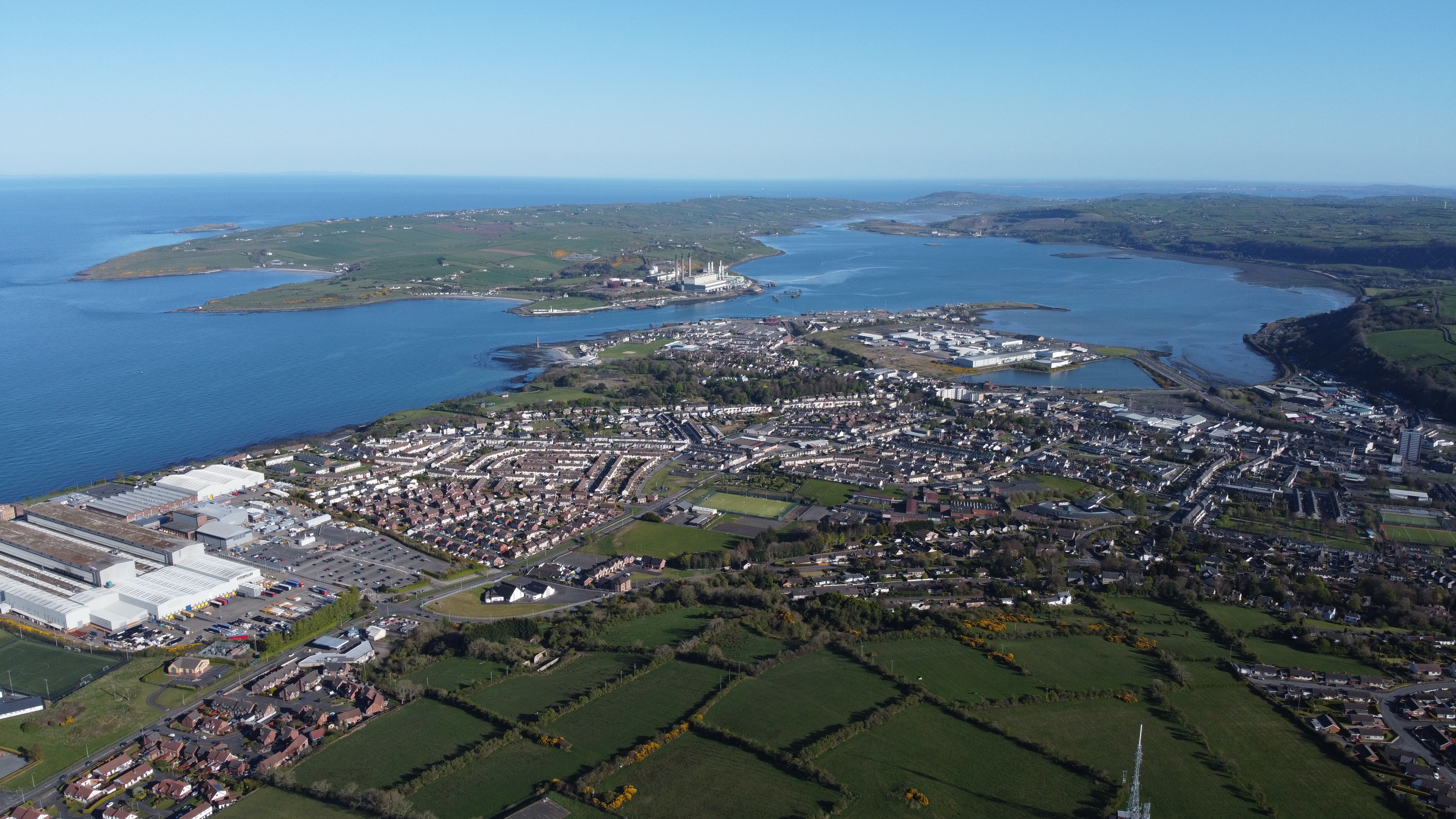
Utsikt över Larne.

Larne är en stad i grevskapet Antrim i Nordirland. Det irländska namnet på staden är Latharna vilket betyder "Lathars land". Lathar var en gammal irländsk prins som levde i området. Staden var administrationscenter för det tidigare distriktet Larne. Sedan 2015 ingår Larne i distriktet Mid and East Antrim. År 2004 hade Larne cirka 31 000 invånare.
Hamnen i Larne har varit använd i över tusen år och är under modern tid mest använd av godsfartyg. Hamnen har en egen polisstyrka kallad Larne Harbour Police.